# Markus Jensen
Markus Gustav Jensen (født 15. juli 2005) er en dansk fodboldspiller, der spiller som offensiv midtbanespiller for den danske Superliga-klub OB.

## Klubkarriere

### OB
Jensen startede i OB som 6-årig. I sommeren 2020 underskrev han sin første ungdomskontrakt med klubben.
Forud for sæsonen 2022-23 skrev Jensen en ny kontrakt med OB frem til juni 2025. I samme sæson 2022–23 fik 17-årige Jensen også sin debut for OB's førstehold. Den 10. august 2023 blev Jensen permanent rykket op i OB's førsteholdstrup, og underskrev en ny treårig kontrakt med klubben.

## Eksterne links
- Markus Jensen profil på Soccerway

- Markus Jensen i DBU's Landsholdsdatabase